# Omega Cassiopeiae
Omega Cassiopeiae (ω Cas / 46 Cas) és un estel en la constel·lació de Cassiopea de magnitud aparent +4,97. Es troba a 699 anys llum de distància del sistema solar.

## Característiques
Omega Cassiopeiae està catalogada com una gegant blava de tipus espectral B5III, també classificada com a B7III. Té una temperatura efectiva de 12.860 K i una lluminositat 817 vegades major que la lluminositat del Sol. Amb un radi 5,8 vegades més gran que el radi solar, gira sobre si mateixa amb una velocitat de rotació projectada de 35 km/s. Això comporta que el seu període de rotació no supera els 5,3 dies. La seva massa es xifra entre les 4,5 i les 4,7 masses solars i, segons alguns autors, més que una veritable geganta probablement és una subgeganta d'uns 100 milions d'anys.
Omega Casssiopeiae és un estel empobrit en heli —o estel Bw, com α Sculptoris— però enriquida en estronci. La seva atmosfera estel·lar, en relatiu repòs, propícia que alguns elements ascendeixin a la superfície per radiació i uns altres s'enfonsin a l'interior per la gravetat.

## Sistema binari
Omega Casssiopeiae és un estel binari l'acompanyant del qual ha pogut ser detectat mitjançant espectroscopia. El seu període orbital és de 69,92 dies. Assumint que aquest acompanyant és un estel de baixa massa, la seva separació mitjana respecte a l'estel blau és de 0,55 ua, sent l'òrbita relativament excèntrica.